# Euphorbia xylacantha
Euphorbia xylacantha es una especie de planta suculenta de la familia de las euforbiáceas. Es originaria de África.

## Descripción
Es una planta suculenta perennifolia, que alcanza los 15-35 cm de altura, se extiende a 50 cm o más de diámetro, con un tallo central de 20 cm de alto, 3 cm de espesor y numerosas ramas, de 40 cm de largo.

## Distribución y hábitat
Se encuentra en Somalia en lugares de roca caliza, a veces yesos, con matorrales dispersos de Acacia, a una altitud de 300-1300 metros.

## Taxonomía
Euphorbia xylacantha fue descrita por Ferdinand Albin Pax y publicado en Botanische Jahrbücher für Systematik, Pflanzengeschichte und Pflanzengeographie 34: 79. 1904.
Etimología
Ver: Euphorbia
xylacantha: epíteto latino que significa "leñoso, espinoso"